# فيفيان ميدرانو
فيفيان ميدرانو (بالإنجليزية: Vivienne Medrano)‏ هي رسامة رسوم متحركة وممثلة صوتية سلفدورية أمريكية ولدت في 28 أكتوبر 1992.

## روابط خارجية
- فيفيان ميدرانو على موقع IMDb (الإنجليزية)
- فيفيان ميدرانو على موقع قاعدة بيانات الفيلم (الإنجليزية)